# Jüdischer Friedhof (Argenschwang)
Der Jüdische Friedhof Argenschwang ist ein Friedhof in der Ortsgemeinde Argenschwang im Landkreis Bad Kreuznach in Rheinland-Pfalz. 
Der jüdische Friedhof liegt nordöstlich des Ortes am Sonnenweg im Distrikt „Im Nauenweg“. Er besteht aus einem älteren und einem jüngeren Teil.
Auf dem 2110 m² großen Friedhof, der 1870 angelegt wurde, befinden sich 65 Grabsteine aus den Jahren 1870 bis 1938. Bei vielen Steinen fehlen die Namenstafeln. Vermutlich wurden in der NS-Zeit im vorderen Teil mehrere Grabsteine entwendet.